# Ferrovie della Jungfrau
Il gruppo  Ferrovie della Jungfrau (Jungfraubahn Holding AG), quotato alla borsa di Zurigo, è il principale gestore della rete di trasporto nella regione della Jungfrau nell'Oberland bernese in Svizzera. Le proprie attività sono suddivise in diverse società controllate.

## Linee gestite dal gruppo

### Wengernalpbahn
Ferrovia a cremagliera inaugurata nel 1892.
- Lauterbrunnen-Wengen-Kleine Scheidegg-Grindelwald

Ancora oggi rappresenta l'unico mezzo di trasporto per raggiungere la frazione di Wengen da Lauterbrunnen. Kleine Scheidegg è la stazione di partenza della ferrovia della Jungfrau e fulcro di un ampio comprensorio sciistico.

### Jungfraubahn

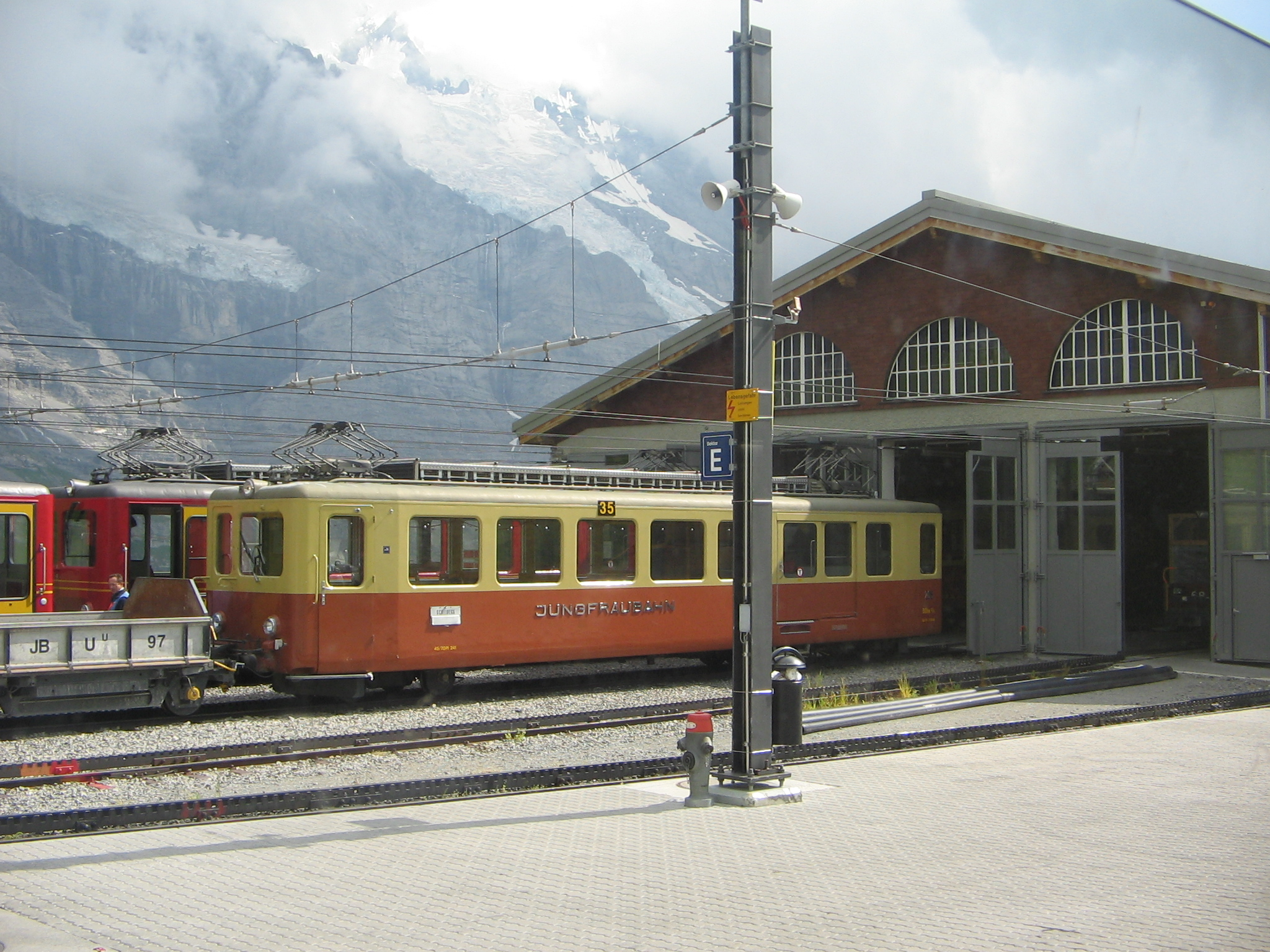
Ferrovia della Jungfrau

La costruzione della ferrovia della Jungfrau, progettata da Adolf Guyer-Zeller, rappresentò una delle più grandi sfide dell'industria ferroviaria.
La linea raggiunge la stazione di Jungfraujoch, la più alta d'Europa a 3.454 m di altitudine dalla stazione di Kleine Scheidegg, attraversando una galleria di 7 km inaugurata nel 1912 in seguito a quattordici anni di scavi. La ferrovia corre all'interno di due monti: l'Eiger  ed il Mönch.

### Schynige Platte-Bahn
La ferrovia a cremagliera collega Wilderswil alla Schynige Platte, da cui si possono ammirare l'Eiger, il Mönch e la Jungfrau. Il servizio è limitato alla stagione estiva ed è effettuato con vetture d'epoca.

### Firstbahn
La funivia Grindelwald-First è stata inaugurata nel 1991, sostituendo la seggiovia più lunga del mondo.

### Bergbahnen Lauterbrunnen-Mürren
La linea è suddivisa in due sezioni.
- Lauterbrunnen-Grütschalp: la funicolare, inaugurata nel 1891 è stata sostituita da una funivia aerea nel dicembre 2006.
- Grütschalp-Mürren: La ferrovia rimane in esercizio per la sezione in piano.

### Harderbahn
Funicolare in partenza da Interlaken inaugurata nel 1907. Il tracciato è stato concepito per non essere visto dalla valle.